# Amarilla
Az Amarilla női név a görög eredetű amarillisz virágnévből származik, eredeti jelentése: fényes.

## Rokon nevek
Amarill, Amarillisz

## Gyakorisága
Az újszülötteknek adott nevek körében az 1990-es években igen ritkán fordult elő. A 2000-es és a 2010-es években sem szerepelt a 100 leggyakrabban adott női név között.
A teljes népességre vonatkozóan az Amarilla sem a 2000-es, sem a 2010-es években nem szerepelt a 100 leggyakrabban viselt női név között.

## Névnapok
május 1.

## Híres Amarillák
Veres Amarilla - paralimpiai bajnok magyar vívónő